# Wijken en buurten in Delfzijl
De Nederlandse gemeente Delfzijl was voor statistische doeleinden onderverdeeld in wijken en buurten. De gemeente was verdeeld in de volgende statistische wijken:
- Wijk 00 Stad (CBS-wijkcode:001000)
- Wijk 01 Land (CBS-wijkcode:001001)
- Wijk 02 (CBS-wijkcode:001002)
- Wijk 03 (CBS-wijkcode:001003)

Een statistische wijk kan bestaan uit meerdere buurten. Onderstaande tabel geeft de buurtindeling met kentallen volgens het Centraal Bureau voor de Statistiek (2008):
| CBS-buurtcode | Buurtnaam                                 | Inwonertal | Opp. totaal (ha) | Opp. land (ha) | Ligging                |
| ------------- | ----------------------------------------- | ---------- | ---------------- | -------------- | ---------------------- |
| BU00100000    | Delfzijl-Centrum                          | 940        | 91               | 86             | Locatie in de gemeente |
| BU00100001    | Farmsum                                   | 2610       | 261              | 208            | Locatie in de gemeente |
| BU00100002    | Delfzijl-Noord                            | 6300       | 242              | 233            | Locatie in de gemeente |
| BU00100003    | Delfzijl-West                             | 3620       | 165              | 157            | Locatie in de gemeente |
| BU00100004    | Fivelzigt                                 | 1670       | 84               | 78             | Locatie in de gemeente |
| BU00100005    | Tuikwerd                                  | 3420       | 185              | 172            | Locatie in de gemeente |
| BU00100103    | Meedhuizen                                | 430        | 58               | 56             | Locatie in de gemeente |
| BU00100104    | Uitwierde                                 | 70         | 20               | 20             | Locatie in de gemeente |
| BU00100107    | Verspreide huizen Eemskanaal (ten zuiden) | 260        | 2428             | 2408           | Locatie in de gemeente |
| BU00100108    | Industrieterrein                          | 20         | 1110             | 1005           | Locatie in de gemeente |
| BU00100109    | Verspreide huizen in het noorden          | 0          | 215              | 213            | Locatie in de gemeente |
| BU00100200    | Woldendorp                                | 1000       | 124              | 124            | Locatie in de gemeente |
| BU00100201    | Termunten                                 | 420        | 58               | 57             | Locatie in de gemeente |
| BU00100202    | Termunterzijl                             | 270        | 30               | 25             | Locatie in de gemeente |
| BU00100203    | Borgsweer                                 | 140        | 46               | 46             | Locatie in de gemeente |
| BU00100205    | Wagenborgen                               | 1820       | 180              | 178            | Locatie in de gemeente |
| BU00100207    | Verspreide huizen Wagenborgen             | 70         | 948              | 937            | Locatie in de gemeente |
| BU00100209    | Verspreide huizen Termunten               | 190        | 2824             | 2775           | Locatie in de gemeente |
| BU00100300    | Bierum                                    | 690        | 77               | 77             | Locatie in de gemeente |
| BU00100301    | Spijk                                     | 1250       | 112              | 111            | Locatie in de gemeente |
| BU00100302    | Holwierde                                 | 1020       | 101              | 100            | Locatie in de gemeente |
| BU00100303    | Godlinze                                  | 270        | 37               | 36             | Locatie in de gemeente |
| BU00100304    | Losdorp                                   | 180        | 63               | 62             | Locatie in de gemeente |
| BU00100305    | Krewerd                                   | 90         | 37               | 36             | Locatie in de gemeente |
| BU00100309    | Verspreide huizen Bierum                  | 550        | 4120             | 4099           | Locatie in de gemeente |